# Fort Fryderyka

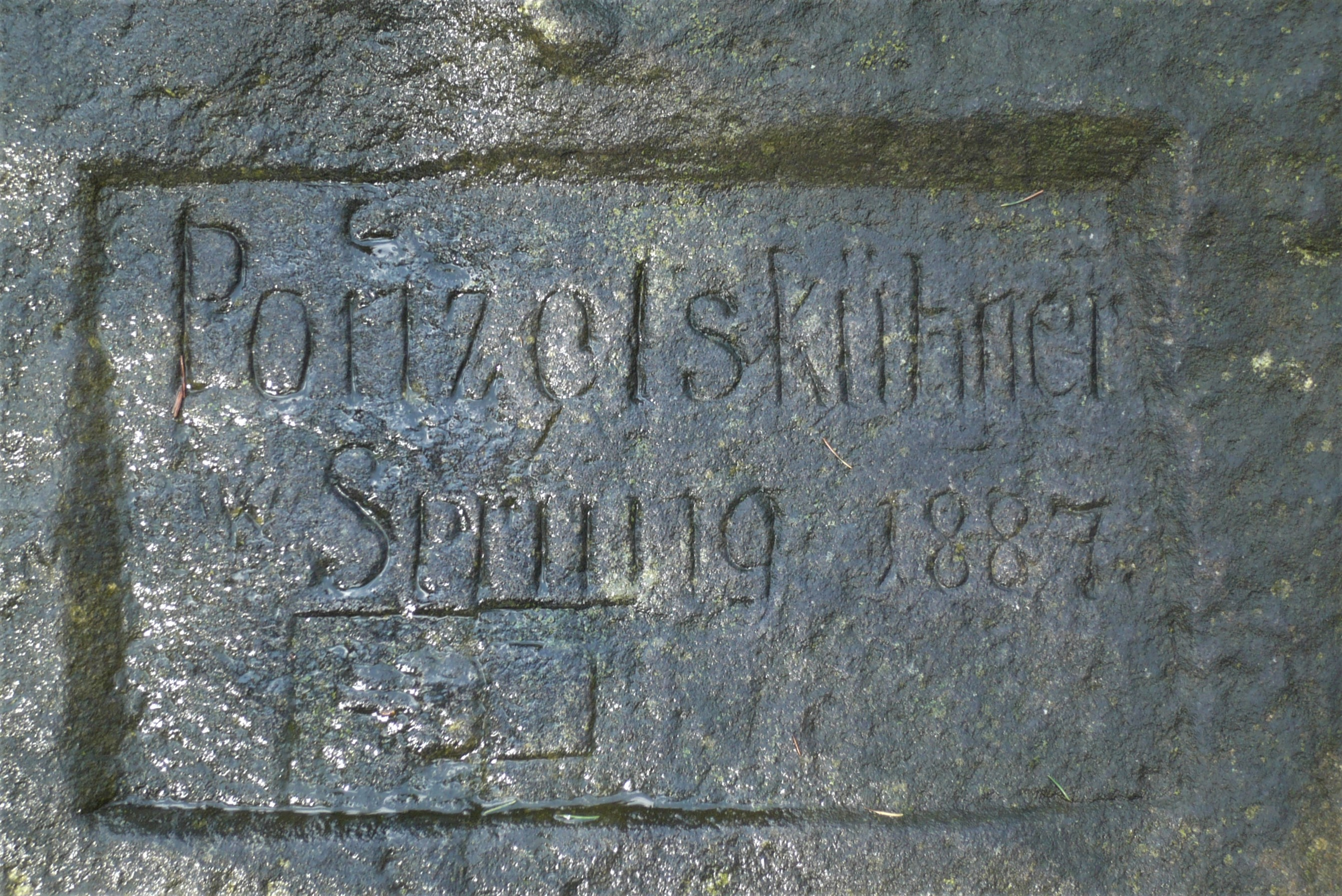
Tablica z 1887 r. upamiętniająca wyczyn-skok miejscowego ekscentryka Augusta Ponzela

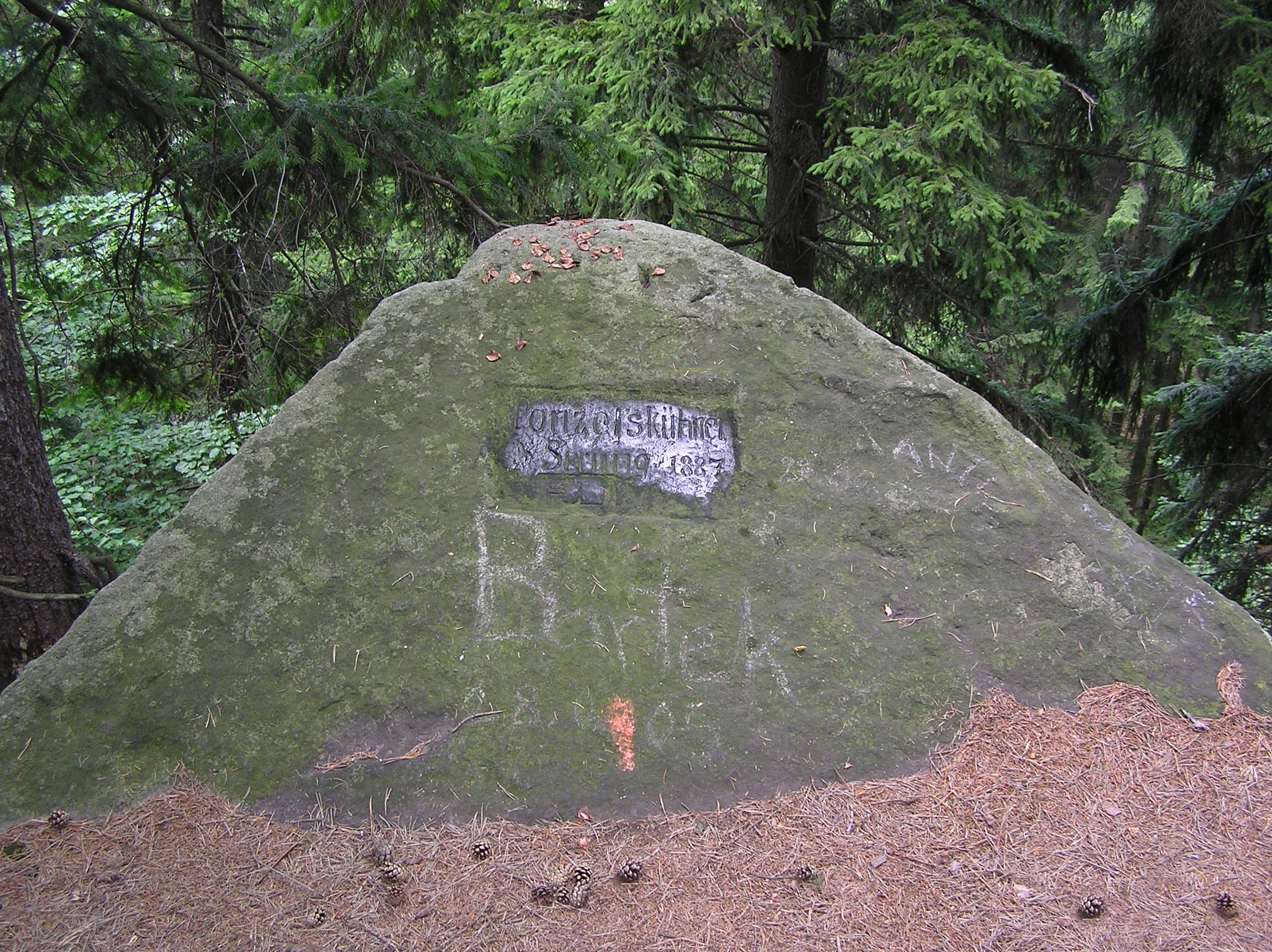
Tablica upamiętniająca wyczyn Augusta Ponzela

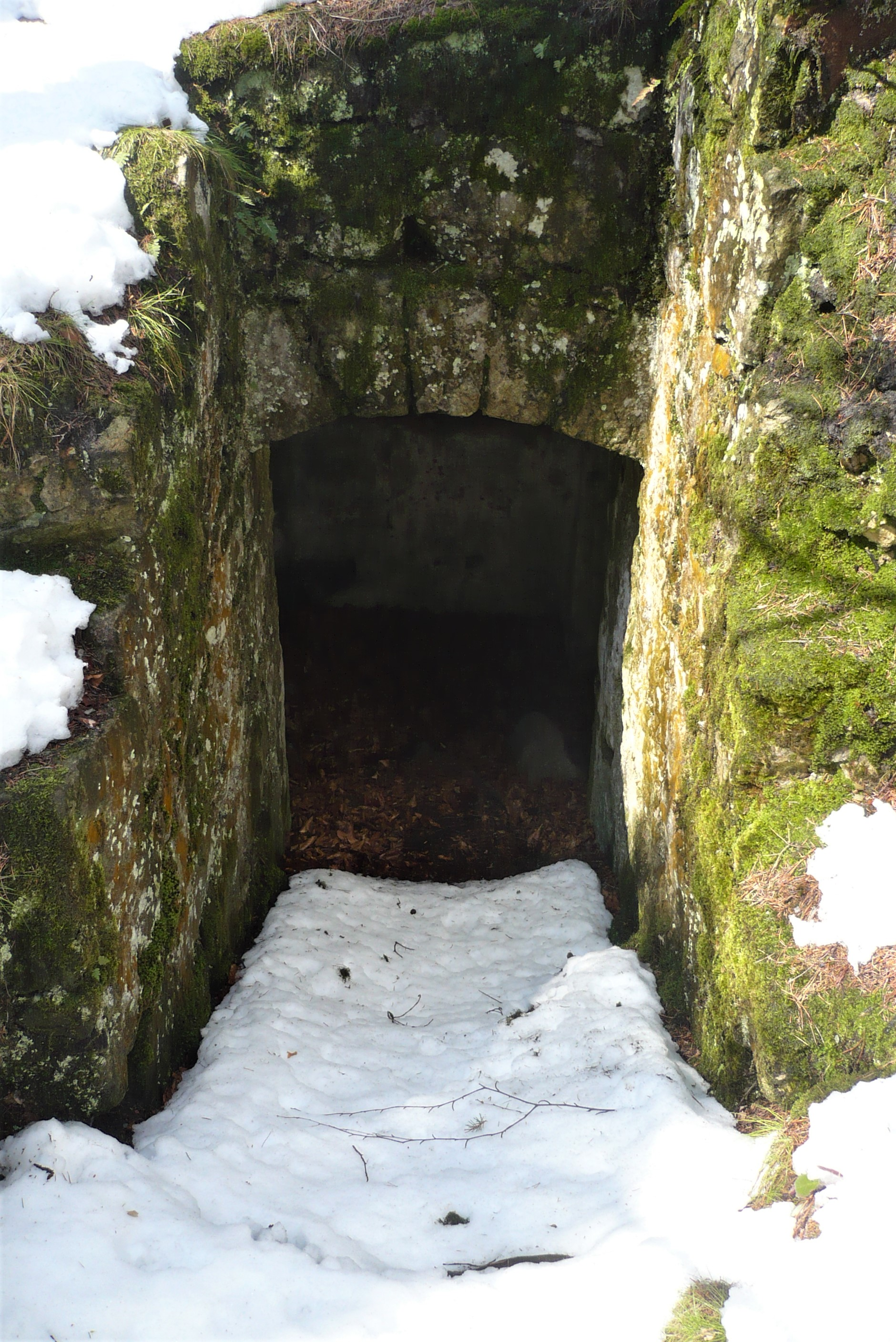
Wejście

Fort Fryderyka (niem. Fort Friedrich) – fort zbudowany z rozkazu króla Prus Fryderyka Wilhelma II w latach 1790–1795 na zachodniej kulminacji Kamiennej Góry w północno-wschodniej części Gór Bystrzyckich, w okolicy Pokrzywna koło Polanicy-Zdroju w województwie dolnośląskim.

## Okoliczności powstania
Wojny śląskie (1740–1763) między Austrią Habsburgów i Prusami Hohenzollernów skutecznie utrwaliły władzę pruską na terenie Śląska i ziemi kłodzkiej. Jednak cesarzowa Maria Teresa i współregent Józef II Habsburg nie dawali za wygraną, a królowie pruscy nie czuli się jeszcze pewnie na odebranych Cesarstwu terenach. Aby przygotować się na ewentualny atak, postanowiono zbudować szereg twierdz, wspomagających je fortów i blokhauzów.

## Budowniczowie
Budową Fortu Fryderyka, jednego z pięciu fortów na ziemi kłodzkiej wchodzących w skład systemu obronnego powiązanego z twierdzą w Srebrnej Górze i twierdzą w Kłodzku, kierował major Bonaventura von Rauch. Na mocy rozkazu króla Fryderyka Wilhelma II pismem z 18 maja 1790 r. zażądał od ministra Śląska, hrabiego Karla Georga von Hoyma, 1000 robotników (w tym 150–200 cieśli) oraz 7–8 tysięcy kłód i desek potrzebnych do budowy systemu fortów. Pomocą służył mu syn, świeżo upieczony absolwent wojskowej Akademii Inżynieryjnej w Poczdamie, późniejszy generał i pruski minister wojny Gustav von Rauch (1774–1841), a z Bystrzycy Kłodzkiej nadzorował ją bezpośrednio kapitan inżynier Ludwig Müller. Zadaniem fortu nie była obrona odcinka, lecz wszczęcie alarmu na wypadek inwazji poprzez sygnalizację ogniem (rozpalenie ogniska).

## Rozbiórka
Po przegranej wojnie pruskiej z Napoleonem w 1806 r. król Fryderyk Wilhelm III, realizując postanowienia pokoju w Tylży rozkazał rozebrać forty, które nie odegrały zresztą nigdy roli militarnej. Rozbieranie budowli rozpoczęto w 1807 r., w kilkanaście lat po wybudowaniu, zaś resztki rozebrano w drugiej połowie XIX w.: zniknęła wówczas część nadziemna fortu, a część podziemna została prawie w całości zasypana. Pozostały tylko w miarę widoczne w części zachodniej schodki prowadzące do korytarzyka w podziemiu, w większości zasypanego. Widać też jeszcze mury i kilka zasypanych wejść do podziemi. Zachowały się też fragmenty muru, którym wypełniono piaskowcowe ściany.

## Inne forty systemu obronnego
Inne, równie słabo zachowane pozostałości fortów na ziemi kłodzkiej pochodzących z tego samego okresu to: oddalony o kilkanaście kilometrów koło wsi Huta, również w Górach Bystrzyckich Fort Wilhelma oraz Fort Karola w Górach Stołowych i bateria artyleryjska w Pasterce koło Karłowa. Fort na Szczytniku nad Szczytną zburzono w 1807 r., a na jego miejscu zbudowano w latach 1831–1837 zamek Hochbergów.

## Nazwa
Nazwa Fort Friedrich (znacząca dokładnie Fort „Fryderyk”) została wkrótce zapomniana. Przez Niemców fort nazywany był Steinburg lub Fort Nesselgrund (od niem. nazwy Pokrzywna). Po 1945 r. nazywano go Fortem Blokhauz (od napisu BLOCKHAUS na kamiennej tablicy umieszczonej dawniej nad wejściem), lub Fortem na Kamiennej Górze'. Oryginalną nazwę przypomniano ponownie w 2006 w nocie redakcyjnej do książki Polanica Zdrój wczoraj i dziś.

## Skok Ponzela
Z Fortem Fryderyka związana jest zabawna historia. Na jego szczycie znajduje się mocno omszała, zachowana do dziś tabliczka z napisem Ponzels kühner Sprung 1887 (Śmiały skok Ponzela) oraz rysunkiem dłoni wskazującej kierunek, upamiętniająca skok miejscowego ekscentryka, Augusta Ponzela, na co dzień zajmującego się wyrobem drewnianych mątewek. Tenże jako stary wiarus i weteran wojny francusko-pruskiej w l. 1870–1871, nie do końca trzeźwo myśląc, założył się ze swym kolegą Karolem, że otoczony przez wroga skoczy w kilkunastometrową przepaść. Ponzel przeżył, spadł bowiem na gałęzie wysokiego świerka, po których osunął się na dół. Potem pokaleczony i podrapany, w poszarpanym niedzielnym garniturze poszedł jeszcze do gospody, aby skonsumować wygraną: butelkę wódki Urian i pęto kiełbasy. Jak opowiadał gościom, którzy na początku lat dwudziestych XX w. składali mu życzenia z okazji 80. urodzin – następny tydzień leżał w łóżku, gdyż „łokropnie go boloła d…”.
W pobliżu znajduje się punkt widokowy na Polanicę-Zdrój na szczycie Kamiennej Góry, dawniej będący popularnym celem wycieczek turystów i kuracjuszy.